# Stanisław Abłamowicz
Stanisław Abłamowicz (* 9. Mai 1844 in Pereseka; † 4. Juni 1901 in Krakau) war ein polnischer Jurist, der am Januaraufstand 1863 teilnahm.

## Leben
Stanisław Abłamowicz kam am 9. Mai 1844 in Pereseka zur Welt. Im Jahre 1862 beendete er das Gymnasium in Nawahrudak und begann sein Studium an der philosophischen Fakultät der Jagiellonen-Universität in Krakau. Als er vom Ausbruch des Januaraufstandes erfahren hatte, kehrte er im Februar 1863 zurück, um an ihm teilzunehmen. Im Juli wurde er von russischen Kräften verhaftet und zunächst im Bernhardinerkloster in Minsk, dann auf Befehl des Generals Michail Nikolajewitsch Murawjow-Wilenski in der Zitadelle in Vilnius inhaftiert. Dort verurteilte ihn das Kriegsgericht im Herbst 1864 zum Verlust seiner Standesrechte, zur Konfiskation seines Vermögens und zur Deportation in das Gouvernement Orenburg, wohin er sechs Monate zu Fuß marschierte.
Bis 1869 verblieb er in Ufa. Danach wurde er nach Kuressaare verlegt, wo er unter strenger Polizeiüberwachung bis Februar 1870 verblieb. Schließlich ging er nach Riga, wo im Mai 1870 die Polizeiüberwachung aufgehoben wurde. Diese Gelegenheit nutzte er, um nach Krakau umzusiedeln, wo er die österreichische Staatsbürgerschaft annahm und sein Rechtsstudium im Jahre 1874 beendete. Im Jahre 1875 heiratete er Maria.
Im Jahre 1881 eröffnete er eine Anwaltskanzlei und war als Strafverteidiger tätig. Neben seiner beruflichen Tätigkeit engagierte er sich in der neuentstehenden Bewegung Sokol, wo er am 17. Mai 1885 zum Vertreter des Vorsitzenden gewählt wurde. Zudem setzte er sich für den Bau und Erhalt einer vierklassigen Volksschule in Lubinka in der Nähe von Tarnów ein.